# 大武生
《大武生》2011年由中国音乐人高曉松執導，洪金寶任動作指導，錢嘉樂任助理指導的一部动作片。吳尊、韓庚及徐熙媛主演。
2010年於上海拍攝，于2011年9月9日在中國大陸上映。

## 劇情
《大武生》以兩兄弟追逐名利、愛情和復仇為主線，以1920年代上海的京劇戲院為背景，講述一段錯綜複雜、疑幻似真的愛情故事，並對中國武術作重新演繹。

## 演員
| 演員   | 角色                                      | 粤语配音 |
| 吳 尊  | 關一龍                                    | 鄧肇基   |
| 韓 庚  | 孟二奎 [孟家的存活者]                     |          |
| 元 彪  | 余勝英，大武生，一龍和二奎的師傅          |          |
| 于榮光 | 岳江天                                    | 高翰文   |
| 徐熙媛 | 席木蘭，岳江天的女徒弟，當家刀馬旦        |          |
| 伊能靜 | 馮姨太                                    |          |
| 劉 謙  | 盧局長，上海租界工部局警察局長 (友情客串) |          |

## 外部連結
- 互联网电影数据库（IMDb）上《大武生》的资料（英文）
- 《大武生》官方Facebook
- 大武生的新浪微博
- 天映娛樂
- 豆瓣网影片主页（页面存档备份，存于）
- now電影